# Aphyosemion zygaima
Aphyosemion zygaima är en fiskart som beskrevs av Huber, 1981. Aphyosemion zygaima ingår i släktet Aphyosemion och familjen Nothobranchiidae. IUCN kategoriserar arten globalt som otillräckligt studerad. Inga underarter finns listade i Catalogue of Life.